# Unstetigförderer
Unstetigförderer gehören zu einem System der Fördertechnik, das Schütt- oder Stückgut befördert, und werden den innerbetrieblichen Transportsystemen zugeordnet. 
Im Gegensatz zu den Stetigförderern (z. B. Förderband, Transportgebläse, Kratzkettenförderer) fördern sie nicht kontinuierlich, sondern nur in einzelnen Intervallen, oft nur dann, wenn gerade Transportgüter zu befördern sind. 
Unstetigförderer können auch Leerfahrten haben (z. B. durch einen bedarfsunabhängigen Taktbetrieb). Das Be- und Entladen kann zu so genannten Stillstandzeiten führen, innerhalb derer das System stillsteht. Nur während dieser Stillstandzeiten wird der Unstetigförderer be- und entladen, was nur an bestimmten Stellen mit dafür vorgesehenen Lastaufnahmemitteln durchgeführt werden kann. Der Antrieb solcher Förderer ist auf den Aussetz- oder Kurzzeitbetrieb ausgerichtet. Unstetigförderer sind Transportsysteme, die flurfrei oder flurgebunden, schienenfrei oder schienengebunden eingesetzt werden können. Im Gegensatz zu den Stetigförderern werden sie meist manuell betrieben, so dass die von ihnen verursachten Betriebskosten höher sind als die der Stetigförderer. Ihr Vorteil liegt jedoch darin, dass sie eine hohe Einsatzflexibilität haben. So können die von ihnen durchgeführten Transportaufgaben und die Leistung verändert und erhöht werden. 
Der Übergang zu Stetigförderern ist bei Schwingförderern und Stufenförderern fließend, da diese zwar der angeschlossenen Maschine kontinuierlich Teile zuführen, selbst aber nur intervallweise arbeiten. Auch Stetigförderer können in bestimmten Anwendungsbereichen als Unstetigförderer benutzt werden, z. B. bei Beschickung von taktweise arbeitenden Maschinen mit einzelnen Werkstücken. Die Unstetigförderer werden in ortsfeste, schienengebundene oder schienenfreie Transportmittel eingeteilt.

## Beispiele
- Flurgebunden
  - Schienenfrei
    - Automatikfahrzeug
    - Hand-Gabelhubwagen
    - Elektro-Gabelhubwagen
    - Fahrerlose Transportsysteme (FTS)
    - Luftkissenfahrzeug
    - Handkarren
    - Elektrokarren
    - Motorfahrzeug (Schlepper, Wagen, Stapler)
    - Verschiebewagen
    - Verschiebehubwagen
    - Regalbediengerät (ohne/mit Umsetzer, kurvengängig)

  - Schienengebunden
    - Betriebsbahn
    - Gleiswagen

- Flurfrei
  - Trolleybahn
  - Krane, z.B.
    - Brückenkran
    - Portalkran
    - Auslegerkran
    - Turmkran

  - Elektrohängebahn (EHB)
  - Rohrpostanlage
  - Kleinbehältertransportanlage

- Stationär
  - Aufzug
  - Hebebühne und Hubarbeitsbühne
  - Schrittförderer